# ويليام إس. تايلور
ويليام إس. تايلور (بالإنجليزية: William S. Taylor)‏ هو قاضي ومحامي وسياسي أمريكي، ولد في 10 أكتوبر 1853 في مقاطعة بتلر في الولايات المتحدة، وتوفي في 2 أغسطس 1928 في إنديانابوليس في الولايات المتحدة. حزبياً، نشط في الحزب الجمهوري. وقد انتخب Attorney General of Kentucky ‏ وانتخب حاكم كنتاكي ‏ (12 ديسمبر 1899 – ).